# Uloborus canus
Uloborus canus es una especie de araña araneomorfa del género Uloborus, familia Uloboridae. Fue descrita científicamente por MacLeay en 1827.
Habita en Australia.